# Art degenerat

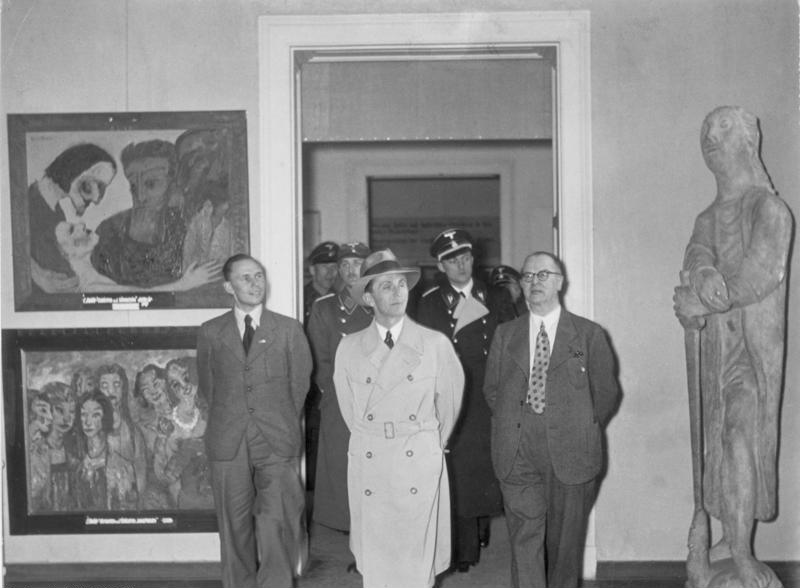
Joseph Goebbels visitant l'exposició a Múnic

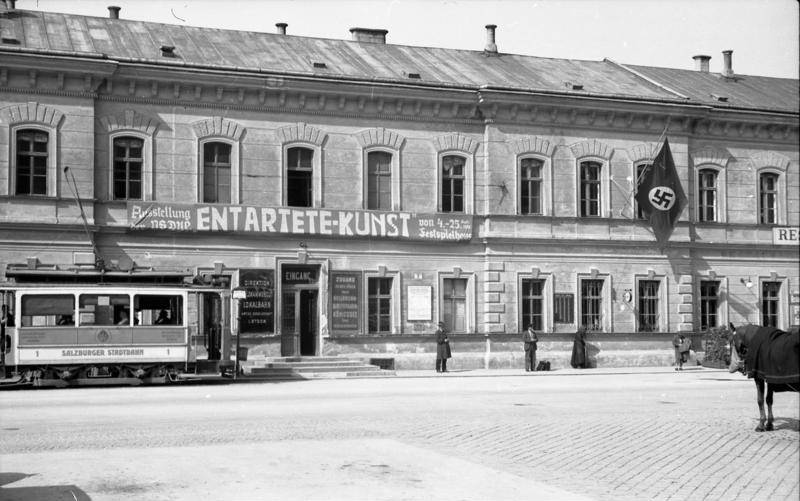
Exposició d'art degenerat a Salzburg

Art degenerat (en alemany, entartete Kunst) és el terme que, al llarg dels anys 1930 va usar el règim nazi per a designar qualsevol forma d'art que considerava producte d'una ment pervertida i que no corresponia a l'ideal burgès d'una imatge ben feta i figurativa que retratés l'heroisme ideal o la confortable vida quotidiana. L'expressió entartete Kunst va ser encunyada per Hitler i Alfred Rosenberg, el teòric i portaveu del partit. Els artistes considerats "degenerats" tenien prohibit exposar les seves obres, i moltes d'elles van ser confiscades i cremades. El govern nazi va exposar una selecció d'obres d'art modern i abstracte, com a exemple d'art "degenerat" a evitar, presentant així l'art modern al públic general.
El 1937 es va inaugurar a la Haus der Kunst de Múnic una exposició amb el títol Entartete Kunst, que el govern nazi alemany va organitzar i finançar per a demostrar que l'art degenerat era repugnant. La mostra després viatjà a altres ciutats d'Alemanya i d'Àustria. Tenia l'objectiu de ridiculitzar l'art modern sota criteris racistes, intentant d'aquesta manera promocionar l'art racial, però els va sortir el tir per la culata. Reunia més de 650 obres dels mestres de l'art de finals del segle xix i principis del segle xx, incloent, entre d'altres, Picasso, Kandinski, Mondrian, Max Beckmann, Otto Dix i George Grosz, Marg Moll...
El maig 1938 va seguir l'exposició Entartete Musik o música degenerada a Düsseldorf.
D'una manera més àmplia el règim nazi considerà com a art degenerat les obres sorgides des moviments com l'expressionisme, el dadaisme, el surrealisme o el cubisme. Als artistes que van ser llistats com a degenerats, els nazis els van prohibir d'organitzar exposicions i de treballar.
Hitler va pintar al llarg de tota la seva vida; de fet, abans d'arribar al poder es guanyava la vida pintant.

## Artistes exposats a l'ExposicióArt degenerat
- Ernst Barlach
- Max Beckmann
- Marc Chagall
- Otto Dix
- Max Ernst
- Otto Freundlich
- George Grosz
- Vassili Kandinski
- Ernst Ludwig Kirchner
- Paul Klee
- Oskar Kokoschka
- Franz Marc
- Marg Moll
- Otto Mueller
- Emil Nolde
- Max Pechstein
- Oskar Schlemmer
- Karl Schmidt-Rottluff
- Kurt Schwitters